# En man för mycket (fars)
En man för mycket (Originaltitel: Move over, Mrs Markham) är en engelsk fars från 1969 av Ray Cooney och John Chapman.
Handlingen utspelar sig i bokförläggare Philip Markhams eleganta våning i London. Samma kväll som bokförläggarens kompanjon tänkt låna lägenheten, för att lägra sin hemliga älskarinna, har Philip Markhams hustru också lånat ut våningen till kompanjonens hustru som ska ha kärleksträff med en kurskamrat. Inte nog med det, ännu flera personer har tänkt låna Markhams sängkammare just denna kväll.
En man för mycket är en typisk sängkammarfars och innehåller som sig bör en massa förvecklingar, missförstånd, lögner och sexanspelningar. Pjäsen blev en stor framgång i England och har även spelats i Sverige vid flera tillfällen bl.a. på Folkan i Stockholm 1979 och på Lisebergsteatern i Göteborg 1992.